# Pinacoteca comunale di Città di Castello
La Pinacoteca comunale di Città di Castello trova spazio nel palazzo rinascimentale che fu dimora del condottiero Alessandro Vitelli e della consorte Angela de’ Rossi, conservato complessivamente nella sua struttura originaria.
È il maggior contenitore d'arte dell'Umbria assieme alla Galleria Nazionale di Perugia e al suo interno si trovano importanti esempi di pittura rinascimentale e manierista, tra cui alcuni tra i primissimi lavori di Raffaello Sanzio e Luca Signorelli.

## La collezione

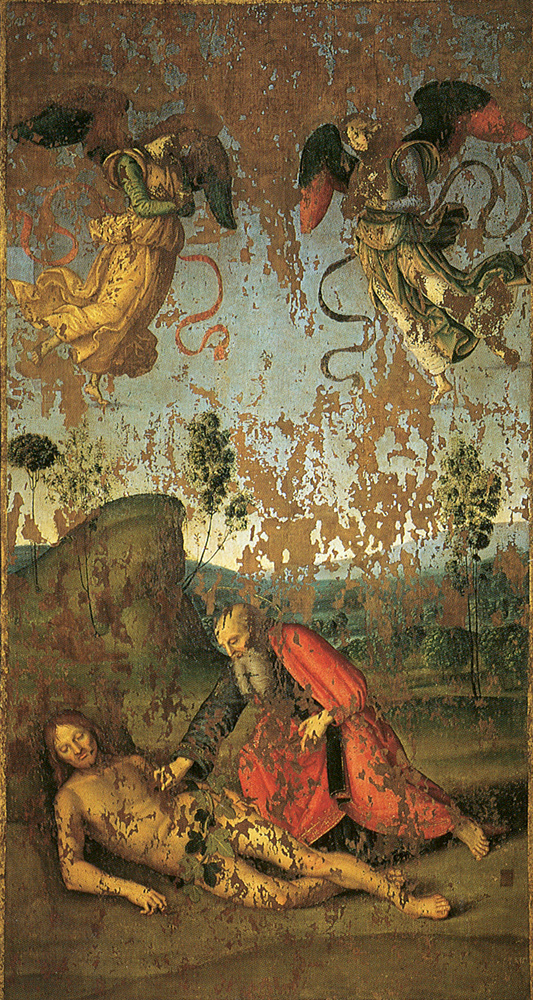
Porzione dello Stendardo della SS. Trinità

Il nucleo centrale della raccolta è costituito da dipinti provenienti da chiese e conventi cittadini da cui furono prelevati a seguito dell'Unità d'Italia. Essi rispecchiano omogeneamente la storia del territorio ed in particolare il gusto e l'egemonia della famiglia magnatizia dei Vitelli, fedeli alleati dei Medici che si ritagliarono autonomia dallo Stato della Chiesa. Acquisizioni e donazioni successive hanno esteso la collezione ad un periodo che arriva fino al XX secolo, anche in relazione al recente recupero di un'ala del palazzo, oggi destinata ad esposizioni ed eventi di arte contemporanea.

## Storia

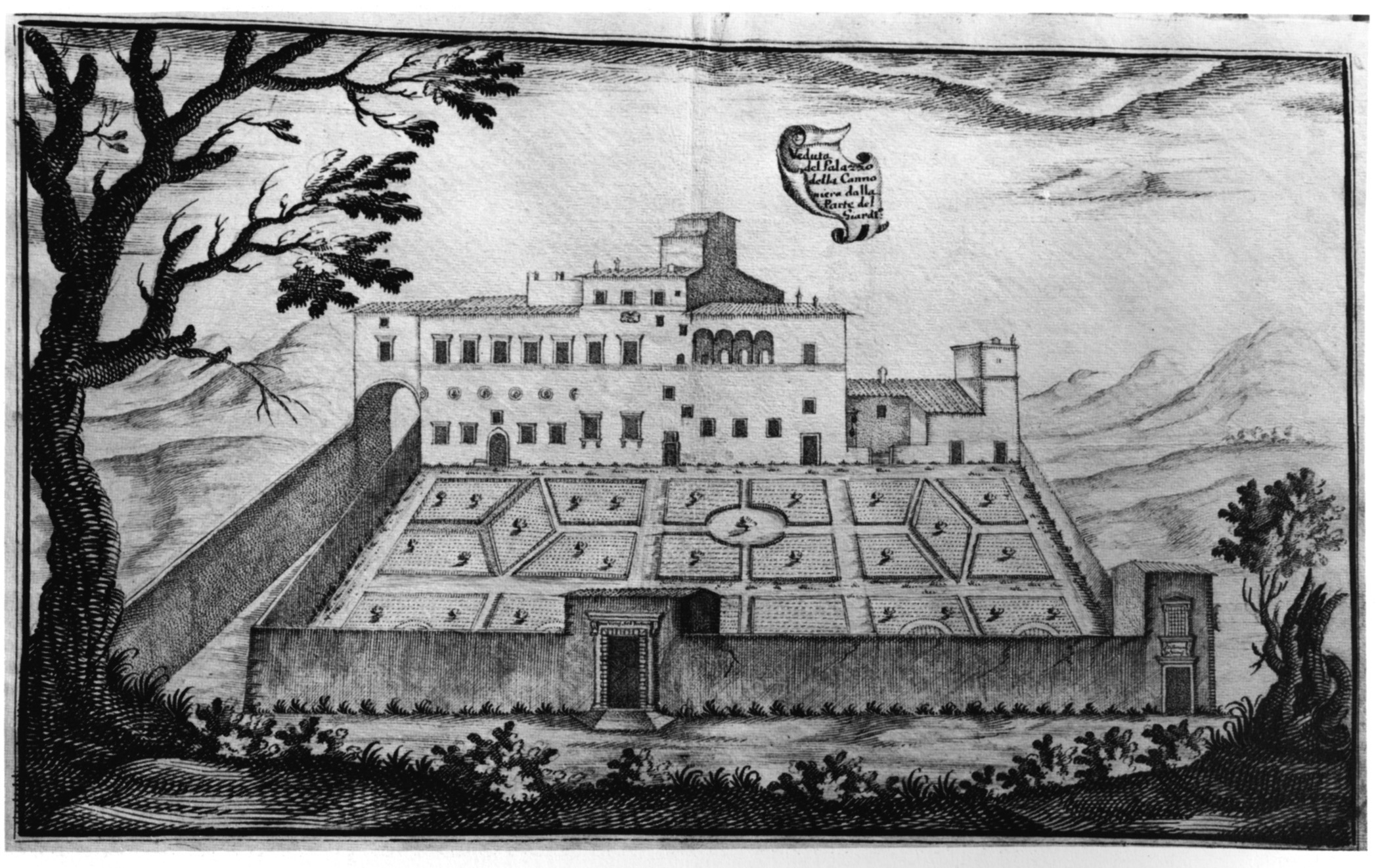
disegno di Alessandro Nave, 1699

Definito “alla cannoniera” perché sul luogo sorgeva una fonderia o un deposito di cannoni, il palazzo fu edificato tra il 1521 e il 1532 e completato nel 1545, in occasione del matrimonio tra Alessandro Vitelli, nipote di Niccolò Vitelli e figlio di Paolo, e Angela de' Rossi di San Secondo Parmense, nipote di Giovanni delle Bande Nere.
Nel 1912 l'antiquario e restauratore Elia Volpi che cinque anni prima aveva acquistato l'edificio preservandolo dalla rovina e restaurandone l'originale contesto cinquecentesco, ne fece dono al Comune per organizzarvi la sede della pinacoteca civica.
Tra il 1982 e il 1985 venne avviata sotto la guida dei professori Alessandro Marabottini e Francesco Mancini dell'Università di Perugia e degli architetti Alberto Zanmatti e Tiziano Sarteanesi, un'ampia campagna di restauri che ha portato all'attuale fisionomia del museo.

## Gli affreschi e i graffiti
La facciata principale del palazzo che si apre sul giardino all'Italiana è decorata dai pregevoli graffiti realizzati da Cristoforo Gherardi e aiuti su disegno di Giorgio Vasari, con complesse decorazioni a grottesca, tra cui spiccano i simboli dei due casati, il vitello e il leone rampante.
Le sale interne dell'edificio furono riccamente affrescate da Gherardi e Cola Dell’Amatrice, chiamati dai Vitelli a celebrare il tema della coppia e le gesta militari della famiglia, ma si possono osservare anche vivaci allegorie del trionfo della donna sull'uomo innamorato, paesaggi mitologici, o raffigurazioni di animali da compagnia, che sottolineano il carattere domestico della struttura.
Di notevole suggestione lo scalone monumentale che ospita le otto muse ispiratrici delle arti con singolare risalto a Clio, musa della storia, seduta su un cigno, mentre ai lati sono riprodotte le storie di Apollo tratte dalle Metamorfosi di Ovidio.

## I dipinti

### Gotico e tardogotico (sale I-II-III)
Nelle prime tre sale del palazzo sono conservate le più antiche testimonianze della pittura a Città di Castello con tavole a fondo oro risalenti alla seconda metà del Duecento, tra cui spicca la grande pala con la Madonna in trono col Bambino del cosiddetto Maestro di Città di Castello, variamente assegnata all'ambito senese, nonché allo stesso Duccio da Boninsegna. Opere di diversa provenienza, come la trecentesca Madonna di Spinello Aretino e quelle di analogo soggetto del muranese Antonio Vivarini e di Andrea di Bartolo, databile al 1412, testimoniano molteplici influenze toscane e adriatiche sul vivace centro altotiberino. 

#### Selezione opere
Maestro di Città di Castello, Madonna in trono col Bambino e sei angeli
Spinello Aretino, Madonna in trono col Bambino
Andrea di Bartolo, Madonna in trono col bambino
Antonio Alberti, Trittico di San Bartolomeo
Antonio Vivarini, Madonna in trono col Bambino

### Rinascimento tosco marchigiano e locale (sale IV-V-VII)
Dipinti molto variegati per stile testimoniano la penetrazione a Città di Castello di un linguaggio pienamente rinascimentale e contemporaneamente una certa estraneità rispetto ai codici della cultura pittorica umbra, come la notevole tempera su tavola con Cristo benedicente, accostata a Giusto di Gand, la Madonna col bambino riferibile a Neri di Bicci e la grande tavola con Incoronazione della Vergine, tipico prodotto della bottega di Domenico Ghirlandaio. Le due pale di Francesco Tifernate, il cui padre fu garante della commissione della pala di San Nicola di Tolentino a Raffaello, offrono invece una matura sintesi fra il linguaggio dell'Urbinate e Luca Signorelli. 

#### Selezione opere
Neri di Bicci, Madonna col Bambino e due angeli
Ignoto XV Secolo, Cristo con i segni della Passione
Domenico Ghirlandaio e bottega, Incoronazione della Vergine
Francesco Tifernate, Annunciazione

### Rinascimento/ Raffaello a Città di Castello (sala VI)
La sala è dedicata all'unica opera di Raffaello rimasta a Città di Castello, scampata alle razzie che nell'Ottocento spogliarono la città di notevoli lavori dell'Urbinate, come Lo sposalizio della Vergine, oggi a Brera, la Crocifissione con santi, alla National Gallery di Londra e la frammentata pala del beato Nicola da Tolentino. Il Gonfalone della Santissima Trinità, proveniente dall'omonima chiesa tifernate è stato separato in due facciate separate rappresentanti i santi Rocco e Sebastiano, protettori dalla peste nel recto e la notevole creazione di Eva nel verso. L'opera è pressoché unanimemente assegnata dagli studiosi al periodo 1499-1501, ovvero il primissimo operato di Raffaello, che giunse in città assieme a Evangelista da Pian di Meleto, come titolare della bottega ereditata dal padre Giovanni Santi.

#### Selezione opere
Raffaello Sanzio, Stendardo della Santissima Trinità, recto: Crocifissione e santi Rocco e Sebastiano
Raffaello Sanzio, Stendardo della Santissima Trinità, verso: Creazione di Eva

### Rinascimento/ Luca Signorelli a Città di Castello (sale XII-XIII)
Le sale offrono una esauriente panoramica dell'attività di Luca Signorelli, il quale fu molto legato alla città e alla committenza dei Vitelli, tanto da ottenere la cittadinanza onoraria nel 1488. Il frammento raffigurante San Paolo è stato determinante come riprova del suo discepolato presso Piero della Francesca. Al capolavoro di dinamismo anatomico e tensione narrativa del Martirio di San Sebastiano, rispondono lo stendardo di San Giovanni, recentemente restaurato e la grande pala di Santa Cecilia, sfuggita alle razzie napoleoniche per le ingenti dimensioni, ma anche opere di quella che fu una vera scuola in ambito locale.

#### Selezione opere
Luca Signorelli, San Paolo
Luca Signorelli, Martirio di San Sebastiano
Luca Signorelli e bottega, Stendardo di San Giovanni Battista, recto: San Giovanni
Luca Signorelli e bottega, Stendardo di San Giovanni Battista, verso: Battesimo di Cristo
Luca Signorelli e bottega, Pala di Santa Cecilia

### Manierismo tosco-romano e manierismo riformato (sale XVI-XVII-XVIII)
Si tratta di dipinti databili dalla prima metà del Cinquecento alla fine del secolo che definiscono il ricco panorama della produzione manierista della collezione. Cinque opere di Raffaellino del Colle consentono di studiare la penetrazione del manierismo toscano e romano a Città di Castello, nonché una visione privilegiata dell'attività dell'allievo diretto di Raffaello. L'espressionismo drammatico della Madonna col Bambino del fiorentino Jacopo di Giovanni Francesco (Jacone), si discosta dal linguaggio calmo e severo di Santi di Tito, mentre le tre pale di Nicolò Circignani, detto il Pomarancio mostrano il tipico stile dell'autore, fatto di figure quasi prive di consistenza materica.

#### Selezione opere
Raffaellino del Colle, Annunciazione
Raffaellino del Colle, Presentazione della Vergine al Tempio
Jacone, Madonna col Bambino e santi
Santi di Tito, Imposizione delle mani da parte di Pietro e Giovanni
Gregorio Pagani, Madonna col Bambino e i santi Francesco, Domenico, Giovanni Battista, Giuseppe, Matteo, Lodovico di Francia e Antonio abate, eseguita per la cappella di Antonio Corvini nella chiesa di San Domenico.
Nicolò Circignani, detto il Pomarancio, Immacolata concezione

### Dal Seicento all'Ottocento (sale VI-XIX-XX)
Nella sezione si trovano opere che obbedirono a programmi celebrativi locali seguenti l'Unità d'Italia, con un'ampia apertura agli artisti tifernati, tra cui Giovan Battista Pacetti, detto lo Sguazzino, attivo già nella prima metà del XVII secolo, il quale mostra la sua dipendenza dai modelli del caraccismo bolognese. La rievocazione dei modelli classici recupera anche le forme di Raffaello Sanzio, specialmente grazie alla copia parziale di San Nicola da Tolentino, datata 1791, da cui è possibile ricostruire alcuni aspetti della pala originaria.

#### Selezione opere
Giovan Battista Pacetti, detto lo Sguazzino Due Santi martiri
Ermenegildo Costantini, San Nicola da Tolentino
Francesco Mancini, Domine quo vadis?
Tommaso Conca, Madonna col Bambino
Vincenzo Chialli, Madonna col Bambino

### Novecento
La raccolta coincide in maggioranza con la collezione donata dagli eredi del chirurgo Ettore Ruggieri, corpus di opere di ambientazione prevalentemente romana e consuete creazioni di Giorgio De Chirico. Nel 2015 gli eredi dell'artista Nuvolo hanno donato opere esaustive della ricca e innovativa produzione dell'autore, già vicino ad Alberto Burri ed inventore di nuove contaminazioni, come le particolari serie pittoriche applicate alla serigrafia, di cui fu iniziatore a livello mondiale.

#### Selezione opere
Mario Mafai, Gruppo in osteria
Renato Guttuso, Natura morta
Giorgio De Chirico, Piazza d'Italia
Nuvolo, collezione permanente

## Scultura e arti decorative
Il materiale scultoreo della collezione presenta pezzi molto eterogenei per tecniche ed epoche, a partire da frammentari reperti tardo romani e medievali. 
Nel gruppo di sei terrecotte robbiane spicca la grande Assunzione della Vergine, databile agli inizi del XVI secolo, che conferma la sostanziale influenza toscana sulla città. L'unico esemplare di oreficeria, il reliquiario di Sant'Andrea, datato 1420 ad opera della bottega di Lorenzo Ghiberti è uno dei pezzi più pregevoli dell'intero museo. 
I mobili intarsiati testimoniano la grande tradizione dell'arte lignea a Città di Castello, a partire dalle opere originali cinquecentesche, mentre il passaggio alla scultura novecentesca è evidenziato nelle opere degli autori tifernati Elmo Palazzi e Bruno Bartoccini.
Anonimo XV Secolo?, Battesimo di Cristo
Lorenzo Ghiberti e bottega, reliquiario di Sant'Andrea
Andrea della Robbia e bottega, Assunzione della Vergine
Elmo Palazzi, gipsoteca
Bruno Bartoccini, bronzi

## Eventi ed esposizioni temporanee
Aperta alla vita culturale e artistica della città, la pinacoteca di Città di Castello ha ospitato importanti eventi espositivi, tra cui le celebrazioni nazionali dei cinquecento anni dalla nascita di Raffaello nel 1983, con un apposito studio sulla formazione giovanile dell'Urbinate e nel 2012 una sezione della mostra nazionale dedicata a Luca Signorelli. Il recupero dell'ala est del palazzo, avvenuta nel 2005, ha permesso un'apertura al Novecento con retrospettive dedicate a Nuvolo, Josef Albers, Andy Warhol e un notevole collegamento con il centenario della nascita di Alberto Burri (2015) attraverso esposizioni di arte informale indagata nei rami delle arti grafiche fino alla ceramica.

## Tra storia e leggenda (Sora Laura)
Palazzo Vitelli alla Cannoniera è da sempre legato alla leggenda popolare di Laura, o meglio “Sora Laura”, che si dice essere stata donna amata da Alessandro Vitelli e preferita alla moglie, la quale ben presto avrebbe abbandonato il palazzo. Secondo la leggenda la ragazza avrebbe trascorso il tempo delle prolungate assenze dell'amato ricamando fazzoletti e lasciandoli talvolta cadere dalla finestra per attirare giovani uomini e quindi farli uccidere attraverso uno strapiombo, tuttora esistente, interno all'edificio. Nel 2006 l'artista e illustratore Milo Manara ne ha realizzato un omaggio.